# حزب اليسار (تركيا)
حزب اليسار (حزب الحرية والتضامن سابقًا) (باللغة التركيّة:Özgürlük ve Dayanışma Partisi (ÖDP))، حزب سياسي يساري علماني تركي.
تأسس عام 1996م

## وصلات خارجية
- موقع الحزب الرسمي